# Arthur Surridge Hunt
Arthur Surridge Hunt, né le 1er mars 1871 à Romford dans le borough londonien de Havering et mort le 18 juin 1934, est un papyrologue anglais.
Avec son ami et collègue, Bernard Pyne Grenfell, il a mis au jour de nombreux papyrus en Égypte. Il a entre autres participé aux fouilles archéologiques du site d'Oxyrhynque, à l'édition des textes trouvés à cet endroit (la série The Oxyrhynchus papyri, comme le Papyrus Oxyrhynchus 293) et à la découverte des textes des logia (paroles) de Jésus.

## Publications
- avec Bernard Pyne Grenfell : Sayings of Our Lord from an early Greek Papyrus, Egypt Exploration Fund, 1897.
- avec Bernard Pyne Grenfell et D. G. Hogarth, Fayûm Towns and Their Papyri, Londres, 1900.